# Rolls-Royce Nene
Rolls-Royce Nene är en brittisk jetmotor med radialkompressor utvecklad och tillverkad av Rolls-Royce plc. Motorn var en större version av den tidigare Rolls-Royce Derwent. Namnet kom från floden Nene i enlighet med Rolls-Royce tradition att döpa jetmotorer efter floder. Nene har även producerats på licens av Pratt & Whitney under beteckningen J42.

## Användning
Nene
- Hawker Sea Hawk
- Supermarine Attacker
- Dassault Ouragan
- de Havilland Vampire

Pratt & Whitney J42
- Grumman F9F Panther